# رعنا حکیمی‌فرد
رعنا حکیمی‌فرد (زادهٔ ۸ مرداد ۱۳۷۵ در تهران) شطرنجباز ایرانی است، که دارای عنوان استاد فیده زنان است. وی در سال ۲۰۱۰ مدال نقرهٔ قهرمانی شطرنج زیر ۱۴ سال دختران جهان را در شهر خالکیدیکه یونان با ۸٫۵ امتیاز از ۱۱ بازی کسب کرد.
رعنا حکیمی‌فرد در اکتبر ۲۰۱۹ با ریتینگ ۲۰۵۷ در ردهٔ دوازدهم در بین شطرنج‌بازان زن فعال ایران قرار گرفته‌است. وی خواهر کوچک‌تر غزل حکیمی‌فرد قهرمان شطرنج زنان ایران است.